# Ніл Мак-Леод (хокеїст на траві)
Ніл Мак-Леод (англ. Neil McLeod, 14 вересня 1952) — новозеландський хокеїст на траві.
Олімпійський чемпіон 1976 року.